# Histoire des sciences du langage
L'histoire des sciences du langage remonte aux grammaires de Pãnini en Inde au Ve siècle av. J.-C.
Les sciences du langage font, avec les mathématiques
et l'astronomie, partie de ce que l'on peut appeler les disciplines cardinales pour l'humanité. Ce sont en effet les domaines du savoir pour lesquels nous possédons les traces les plus anciennes, rendues possibles par l'invention de l'écriture, d'une activité réfléchie de description et de théorisation.
Dans le cas des sciences du langage, on peut considérer que, déjà au IIe millénaire av. J.-C., les listes unilingues en sumérien, les listes « grammaticales » utilisées par les Akkadiens et les listes bilingues akkadien-sumérien sont le premier stade d'une activité lexicographique, monolingue puis bilingue.

## Grammaires de l'Antiquité
L'étude formelle du langage est souvent considérée comme ayant commencé en Inde au Ve siècle av. J.-C., avec le grammairien Pāṇini qui a formulé 3 959 règles de morphologie du Sanskrit. Cependant, les scribes Sumériens ont étudié les différences entre les grammaires du Sumérien et l'Akkadien autour de 1900 av. J.-C. Les traductions grammairiennes se sont ensuite développées dans toutes les cultures anciennes qui ont adopté l'écriture.

## Recherche de l'universalité des langues
Au XVIIe siècle, en France, les grammairiens de Port-Royal ont développé l'idée que les grammaires de toutes les langues étaient un reflet des bases universelles de la pensée, et que, par conséquent, la grammaire était universelle. Au XVIIIe siècle, la première utilisation de la méthode comparative par le philologue britannique spécialiste de l'Inde ancienne William Jones a suscité l'essor de la linguistique comparée. L'étude scientifique du langage a été élargie des langues indo-européennes au langage en général par Wilhelm von Humboldt. Au début du XXe siècle, Ferdinand de Saussure introduit l'idée de la langue comme un système statique d'unités interreliées définies par leur opposition entre elles.

## Linguistique contemporaine
En introduisant une distinction entre les analyses diachronique et synchronique du langage, Saussure a jeté les bases de la linguistique moderne. Il a aussi présenté plusieurs dimensions de base de l'analyse linguistique qui jouent encore un rôle déterminant dans de nombreuses théories linguistiques contemporaines, telles que les distinctions entre syntagme et paradigme, et la Langue de libération conditionnelle de la distinction, la distinction entre la langue comme un système abstrait (langue), et la manifestation concrète de ce système (parole).
Dans les années 1960, Noam Chomsky a formulé la théorie de la grammaire générative et transformationnelle. Selon cette théorie, la forme la plus élémentaire de la langue est un ensemble de règles syntaxiques qui est universel pour tous les êtres humains et qui sous-tend les grammaires de toutes les langues humaines. Cet ensemble de règles est appelé la Grammaire Universelle. Selon Chomsky, décrire cette grammaire universelle est l'objectif principal de la linguistique. Ainsi, il considère que les grammaires des langues individuelles n'ont d'importance que dans la mesure où elles nous permettent de déduire les règles sous-jacentes universelles, à partir desquelles des variations linguistiques observables sont générées.
Par opposition aux théories formelles de l'école générative, des théories fonctionnelles de la langue proposent que, puisque la langue est fondamentalement un outil, ses structures sont mieux analysées et comprises par référence à leurs fonctions. Les théories formelles de la grammaire cherchent à définir les différents éléments de la langue et à décrire la façon dont ils sont liés les uns aux autres par des systèmes de règles formelles ou opérations, alors que les théories fonctionnelles visent à définir les fonctions exécutées par le langage et, ensuite seulement, à les relier aux éléments linguistiques qui exécutent ces fonctions. Le cadre de la linguistique cognitive interprète le langage en termes de concepts (qui sont parfois universels, et parfois spécifiques à une langue en particulier) qui sous-tendent ses formes. La linguistique cognitive s'intéresse surtout à la façon dont l'esprit crée du sens à travers la langue.

#### Ouvrages utilisés pour la rédaction de l'article
- Leonard Bloomfield, An introduction to the study of language, New York, Henry Holt and Company, 1914
- Lyle Campbell, The Handbook of Linguistics, Blackwell, 2001, 81–105 p., « The History of Linguistics »
- David S. Clarke, Sources of semiotic : readings with commentary from antiquity to the present, Carbondale, Southern Illinois University Press, 1990
- William Croft et D. Alan Cruse, Cognitive Linguistics, Cambridge, Cambridge University Press, 2004
- William A. Foley, Anthropological Linguistics : An Introduction, Blackwell, 1997
- Frederick J. Newmeyer, The History of Linguistics, Linguistic Society of America, 2005, 218 p. (ISBN 0-415-11553-1, lire en ligne)
- Ferdinand de Saussure (Translated by Roy Harris), Course in General Linguistics, La Salle, Illinois, Open Court, 1983 (1re éd. 1913), 236 p. (ISBN 0-8126-9023-0, lire en ligne)

#### Ouvrages d'approfondissement
- R. Ferri - A. Zago (ed.), 2016, The Latin of the Grammarians: Reflections about Language in the Roman World (Corpus Christianorum. Lingua Patrum, 8), Turnhout.  (ISBN 978-2-503-56627-6)
- Sylvain Auroux, 1989, Histoire des idées linguistiques, Tome 1 : La naissance des métalangages en Orient et en Occident, Liège-Bruxelles, Pierre Mardaga.
- Sylvain Auroux, 1992, Histoire des idées linguistiques, Tome 2 : Le développement de la grammaire occidentale, Liège-Bruxelles, Pierre Mardaga.
- Sylvain Auroux, 2000, Histoire des idées linguistiques, Tome 3 : L'hégémonie du comparatisme, Liège-Bruxelles, Pierre Mardaga.
- Baratin, Marc, 1989, La Naissance de la syntaxe à Rome, Paris, Les Éditions de Minuit.
- Huot, Hélène, 1991, La Grammaire française entre comparatisme et structuralisme, 1870-1960, Paris, Armand Colin.
- Ildefonse, Frédérique, La naissance de la grammaire dans l'Antiquité grecque (coll. « Histoire des doctrines de l'Antiquité classique »), Paris, Vrin, 490 p.
- Malmberg, Bertil, 1991, Histoire de la Linguistique, de Sumer à Saussure, Paris, Presses Universitaires de France.
- (en) Owens, Jonathan, 1988, The Foundations of Grammar. An Introduction to Medieval Arabic Grammatical Theory (coll. « Studies in the History of the Language Sciences », 45), Amsterdam, John Benjamins, XII-371 p.  (ISBN 9027245282)
- (en) Padley, G. A., 1976, Grammatical Theory in Western Europe, 1500-1700. The Latin Tradition, Cambridge U. P.
- Robins, R.H., 1976, Brève histoire de la linguistique, de Platon à Chomsky, traduit de l'anglais par M. Borel, Collection Travaux linguistiques, Paris, Seuil.